# كوري باركر (لاعب دوري الرغبي)
كوري باركر (بالإنجليزية: Corey Parker)‏ هو لاعب دوري الرغبي أسترالي، ولد في 5 مايو 1982 في بريزبان في أستراليا.

## روابط خارجية
- كوري باركر على موقع ItsRugby.co.uk (الإنجليزية)